# Columbus Short
Columbus Keith Short jr. (Kansas City (Missouri), 19 september 1982) is een Amerikaans acteur, filmproducent, zanger en choreograaf.

## Biografie
Short werd geboren in Kansas City (Missouri) in een gezin van drie kinderen. Op vijfjarige leeftijd verhuisde hij met zijn familie naar Los Angeles waar hij meteen begon met acteren in het jeugdtheater. Hij doorliep de high school aan de Marcos De Niza High School in Tempe (Arizona), El Segundo High School in El Segundo en de Orange County High School of the Arts in Santa Ana (Californië).  
Short begon met acteren in 2004 met de film You Got Served, waarna hij nog meerdere rollen speelde in films en televisieseries. Hij is vooral bekend van zijn rol als Harrison Wright in de televisieserie Scandal waar hij in 47 afleveringen speelde (2012-2014).
Short was van 2005 tot en met 2013 getrouwd en heeft hieruit een dochter. Als Choreograaf was hij actief in de The Onyx Hotel Tour van Britney Spears. 

## Filmografie

### Films
Uitgezonderd korte films.
- 2024 Rackades - als Rico
- 2024 Finding Tony - als rechercheur Hash
- 2023 Stay Out - als koffieman
- 2023 Sisters - als Kevin
- 2023 Prince of Detroit - als Harlow Black
- 2023 Life Without Hope: A New Chapter - als Life
- 2023 The Bargain - als Tunde Seymour
- 2022 Remember Me: The Mahalia Jackson Story - als Martin Luther King
- 2022 Scott Free - als Todd
- 2021 True to the Game 3 -als Quadir
- 2021 The Fight That Never Ends - als Norris
- 2020 True to the Game 2 - als Quadir
- 2020 Influence - als Billy King
- 2019 Dear Frank - als George
- 2019 Atone - als White
- 2018 Armed - als Turell
- 2017 True to the Game - als Quadir Richards
- 2017 American Violence - als Ben Woods
- 2016 Definitely Divorcing - als Eric
- 2015 Lucky Girl - als Dillon
- 2015 Mr. Right - als Michael
- 2015 The Girl Is in Trouble – als August
- 2010 Stomp the Yard 2: Homecomming – als DJ Williams
- 2010 The Losers – als Pooch
- 2010 Death at a Funeral – als Jeff
- 2009 Armored – als Ty Hackett
- 2009 Whiteout – als Delfy
- 2008 Cadillac Records – als Little Walter
- 2008 Quarantine – als Danny Wilensky
- 2007 This Christmas – als Claude Whitfield
- 2007 Stomp the Yard – als DJ
- 2006 Save the Last Dance 2 – als Miles
- 2006 Accepted – als Daryl Holloway
- 2005 War of the Wolds – als soldaat
- 2004 You Got Served – als danser

### Televisieseries
Uitgezonderd eenmalige gastrollen.
- 2024 Mind Your Business - als Alfonso Williams - 10 afl.
- 2012-2014 Scandal – als Harrison Wright – 47 afl.
- 2006-2007 Studio 60 on the Sunset Strip – als Darius Hawthorne – 10 afl.
- 2005-2006 That's So Raven – als Trey – 2 afl.

### Filmproducent
- 2024 Finding Tony - film
- 2022 Scott Free - film
- 2019 Atone - film
- 2017 True to the Game - film
- 2010 Stomp the Yard 2: Homecoming - film
- 2008 Strange Fruit - korte film

## Prijzen

### Black Reel Awards
- 2008 in de categorie Beste Optreden met de film Cadillac Records - genomineerd.

### Image Awards
- 2014 in de categorie uitstekende acteur un een Bijrol in een Dramaserie met de televisieserie Scandal - genomineerd.
- 2009 in de categorie Uitstekende Acteur in een Bijrol in een Film met de film Cadillac Records - gewonnen.
- 2008 in de categorie Uitstekende Acteur in een Film met de film Stomp the Yard - genomineerd.

### MTV Movie Awards
- 2007 in de categorie Baanbrekend Optreden met de film Stomp the Yard - genomineerd.
- 2007 in de categorie Beste Kus met de film Stomp the Yard - genomineerd.

### TV Guide Awards
- 2013 in de categorie Fan Favoriet Awards met de televisieserie Scandal - gewonnen.

### Teen Choice Awards
- 2007 in de categorie Beste Dans met de film Stomp the Yard - genomineerd.

- Biblioteca Nacional de España: XX4810907
- Bibliothèque nationale de France: cb155402781 (data)
- Gemeinsame Normdatei: 140974687
- International Standard Name Identifier: 0000 0001 1507 0034
- Library of Congress Control Number: n2009000411
- Nederlandse Thesaurus van Auteursnamen: 329139452
- Système universitaire de documentation: 151263132
- Virtual International Authority File: 17535571
- WorldCat: E39PBJckMD6P3CvmRq8mmgDH4q